# Município de Richmond (condado de Huron, Ohio)
O município de Richmond (em inglês: Richmond Township) é um município localizado no condado de Huron no estado estadounidense de Ohio. No ano de 2010 tinha uma população de 1.102 habitantes e uma densidade populacional de 16,6 pessoas por km².

## Geografia
O município de Richmond encontra-se localizado nas coordenadas 41° 01′ 50″ N, 82° 47′ 19″ O. Segundo a Departamento do Censo dos Estados Unidos, o município tem uma superfície total de 66.37 km², da qual 65,97 km² correspondem a terra firme e (0,6 %) 0,4 km² é água.

## Demografia
Segundo o censo de 2010, tinha 1.102 habitantes residindo no município de Richmond. A densidade populacional era de 16,6 hab./km². Dos 1.102 habitantes, o município de Richmond estava composto pelo 92,65 % brancos, o 0,27 % eram afroamericanos, o 0,27 % eram asiáticos, o 5,63 % eram de outras raças e o 1,18 % eram de uma mistura de raças. Do total da população o 11,8 % eram hispanos ou latinos de qualquer raça.